# Minna Bachem-Sieger
Minna Bachem-Sieger, geb. Sieger (* 12. November 1870 in Köln; † 15. April 1939 ebenda) war eine katholische Frauenrechtlerin, Dichterin und Politikerin der Deutschen Zentrumspartei.

## Leben
Minna Sieger, deren Vater Hugo Sieger aus einer angesehenen Juristenfamilie kam, während ihre Mutter Adele (geb. DuMont) aus einer alteingesessenen Kölner Verlegerfamilie stammte, erhielt ihre schulische Ausbildung an einer Höheren Mädchenschule am Marienplatz in Köln und einem Mädchenpensionat in der Nähe von Lüttich (Belgien).
Nach der Heirat mit dem Verlagsbuchhändler Robert Bachem im Jahr 1891 begann sich Minna Bachem-Sieger im Provinzialverband Rheinland des Vaterländischen Frauenvereins des Roten Kreuzes zu engagieren. Sie baute in der Folgezeit den Kölner Ortsverein entscheidend mit auf. Bachem-Sieger kämpfte zusammen mit zahlreichen Kölner Frauen unterschiedlicher Konfessionen aktiv gegen den internationalen Mädchenhandel. 1903 gründete sie den Katholischen Deutschen Frauenbund (KDFB). Hier legte sie den Schwerpunkt ihrer ehrenamtlichen Arbeit auf die professionelle Gestaltung und Organisation der sozialen Arbeit sowie auf die Verbesserung der Bildungschancen der Kölner Bevölkerung. Unter der Leitung von Bachem-Sieger wurde im Januar 1913 eine Jugendkommission gegründet, die die Zeitschrift Jugenderziehung herausgab.
In dieser Zeit verfasste Bachem-Sieger darüber hinaus zahlreiche Gedichte und Lieder, die unter anderem von Max Donisch vertont wurden. Im Katholischen Deutschen Frauenbund war sie bis 1919 als stellvertretende Vorsitzende tätig, danach gehörte sie als Beisitzerin dem Vorstand weiter an. Darüber hinaus arbeitete sie von 1907 bis 1917 als Schriftleiterin in der Zeitschrift Der Katholische Frauenbund (Frauenland).
Während des Ersten Weltkriegs leisteten die sozial engagierten Frauen insbesondere des Kölner Bürgertums gemeinsam mit den jüdischen und sozialdemokratischen Frauen aufopferungsvolle Hilfe und Sozialarbeit an der „Heimatfront“. Bachem-Sieger organisierte zusammen mit Alice Neven DuMont in dieser Zeit die Presse- und Aufklärungsarbeit, um das wirtschaftliche und soziale Überleben der Frauen, deren Männer als Soldaten im Krieg waren, zu ermöglichen. In dieser Zeit war sie zweite Vorsitzende der Nationalen Frauengemeinschaft in Köln.
Nach dem Ersten Weltkrieg vertrat sie bis 1933 die Deutsche Zentrumspartei in der Kölner Stadtverordnetenversammlung und arbeitete schwerpunktmäßig in den Bereichen Kultur, Jugendfürsorge sowie Familien- und Frauenangelegenheiten. Sie leitete von 1921 bis 1930 den Frauenbeirat der Kölner Zentrumspartei und setzte sich für das Frauenwahlrecht ein. Im Wahlkreis Köln-Aachen wurde sie 1921 und 1931 als Vorsitzende des Provinzialbeirats der Rheinischen Zentrumspartei gewählt. In den 1920er Jahren engagierte sich Bachem-Sieger zunehmend auch für politische Themen. So kämpfte sie aktiv in der Deutschen Frauenwache am Rhein gegen die Alliierte Rheinlandbesetzung nach dem Versailler Vertrag. Sie war aktives Mitglied der Bewegung Frauen gegen den Gaskrieg und forderte öffentlich ein Verbot der Produktion und des Einsatzes von Giftgas.
Minna Bachem-Sieger hatte mit Robert Bachem vier Kinder und lebte mit ihm in Köln, Gereonshof 5. Sie verstarb 1939 im Alter von 68 Jahren.

## Ehrungen
Bereits 1910 wurde Bachem-Sieger mit dem Päpstlichen Goldenen Verdienstkreuz Pro ecclesia et pontifice geehrt. Im Ersten Weltkrieg wurde sie für ihre karitative Arbeit mit dem Verdienstkreuz für Kriegshilfe und mehreren Rote-Kreuz-Medaillen ausgezeichnet. Nach dem Zweiten Weltkrieg wurde die Minna-Bachem-Straße in Köln-Longerich nach ihr benannt.

## Werke
- Meine Welt. Gedichte und Lieder, Köln 1916
- Schlummerlied, undatiert. Musik von Hermann Hans Wetzler